# 1965 у кіно

## Події
- 12-28 травня — 18-й Каннський міжнародний кінофестиваль, Канни, Франція.
- 25 червня-6 липня — 15 Берлінський міжнародний кінофестиваль, Західний Берлін.
- 31 липня — 10-а церемонія вручення кінопремії «Давид ді Донателло», Таорміна, Італія.
- 24 серпня-6 вересня — 26-й Венеційський міжнародний кінофестиваль, Венеція, Італія.

## Фільми
- Гіперболоїд інженера Гаріна
- Дайте книгу скарг
- Діти Дон-Кіхота
- Ваш син і брат
- Змова послів
- Відкрийте двері, дзвонять
- Здрастуй, це я
- Місто майстрів

### УРСР
- Криниця для спраглих
- Гадюка
- Над нами Південний Хрест
- Вірність
- Ескадра йде на захід
- Загибель ескадри

## Персоналії

### Народилися
- 4 березня — Пол Вільям Скотт Андерсон, англійський режисер, сценарист, продюсер
- 20 березня — Кріс Уедж, американський режисер.
- 4 квітня — Роберт Дауні-молодший, американський актор.
- 5 квітня — Валері Боннетон, французька акторка.
- 6 квітня — Еммануель Бурдьє, французький сценарист, кінорежисер.
- 16 квітня — Джон Краєр, американський актор.
- 2 червня — Савкін Олег Володимирович, український актор театру і кіно.
- 19 серпня — Кевін Діллон, американський актор.
- 23 серпня — Ніколаєв Валерій Валерійович, російський актор театру і кіно.
- 3 вересня — Чарлі Шин, американський актор.
- 27 вересня — Рошді Зем, французький актор, кінорежисер і сценарист.
- 25 жовтня — Матьє Амальрік, французький актор, кінорежисер і сценарист.
- 30 листопада — Раян Мерфі, американський кінорежисер, сценарист і продюсер.
- 3 грудня — Ендрю Стентон, американський кінорежисер, продюсер, художник-аніматор і сценарист. Дворазовий лауреат премії «Оскар».
- 4 грудня — Алекс де ла Іглесіа, іспанський баскський кінорежисер, сценарист та кінопродюсер.

### Померли
- 6 січня — Барнет Борис Васильович, російський радянський кінорежисер.
- 30 січня — Уткін Олексій Олександрович, радянський художник кіно.
- 23 лютого:
  - Стен Лорел, американський актор, відомий комік.
  - Джон Кіцміллер, американський кіноактор (нар. 1913).
- 1 березня — Лук'янов Сергій Володимирович, радянський актор театру та кіно.
- 10 квітня — Лінда Дарнелл, американська акторка.
- 20 квітня — Михайло Астангов, радянський актор театру і кіно.
- 25 квітня — Жорж Періналь, французький і британський кінооператор.
- 27 квітня — Бек-Назарян Амо Іванович, радянський вірменський кінорежисер, сценарист, актор.
- 24 травня — Максимов Олексій Матвійович, радянський актор театру і кіно, режисер і педагог.
- 29 травня — Володимир Гардін, російський і радянський режисер, сценарист і актор театру і кіно, народний артист СРСР (1947).
- 9 червня — Петро Алейников, радянський кіноактор, заслужений артист РРФСР.
- 22 червня — Девід Сельцник, американський продюсер (нар. 1902).
- 23 червня — Мері Боланд, американська акторка.
- 24 липня — Констанс Беннетт, американська акторка і продюсерка.
- 13 вересня — Бєлов Григорій Акинфович, російський радянський актор театру і кіно, педагог, громадський діяч.
- 27 вересня — Клара Боу, американська акторка.
- 3 жовтня — Захарі Скотт, американський актор.
- 2 листопада — Петров Сергій Сергійович, російський і радянський актор театру і кіно.
- 5 листопада — Урбанський Євген Якович, радянський актор театру і кіно.
- 7 листопада — Отто Верніке, німецький актор (нар. 1893).